# Piotr Potworowski
Tadeusz Piotr Potworowski (* 14. Juli 1898 in Warschau in der damaligen Provinz Weichselland des Russischen Reiches; † 24. April 1962 in Poznań, Polen) war ein polnischer Maler und Grafiker. Er gehört zu den bedeutenden Vertretern der Abstrakten Malerei nach dem Zweiten Weltkrieg.

## Leben
Piotr Potworowski studierte Kunst in Warschau an der Schule von Konrad Krzyżanowski und an der Kunstakademie in Krakau unter Józef Pankiewicz. Er bereiste in den Jahren 1915 bis 1918 Russland. Er lebte von 1924 bis 1933 in Frankreich und gehörte in Paris zur Künstlergruppe des sogenannten Pariser Komitees („Kapisten“). Die Kapisten sammelten sich in Frankreich an der Pariser Dependance der Krakauer Akademie, die nach der Wiedererlangung der Unabhängigkeit Polens gegründet worden war und die entscheidend zur Entwicklung und Verbreitung der polnischen Kunst auch im Ausland beigetragen hat.
Potworowski begann im Jahr 1926 mit der Malerei. Ab 1939 lebte er in Schweden, er kehrte nach Frankreich zurück. Er flüchtete vor der Besetzung des übrigen Europas durch die deutsche Wehrmacht im Zweiten Weltkrieg nach Großbritannien.
In England entwickelte er seinen eigenen künstlerischen Stil. Er malte vorzugsweise Landschaften, von denen aber nur die Farben, oft nur als Farbflecke auf seinen abstrakten Gemälden zu finden waren. In Großbritannien hatte seine Kunst einen hohen Stellenwert.

„His work is entirely free from pretentious humbug. It is in an idiom entirely of our own day, but reveals an exquisite taste and the most delicate sensitivity qualities which are, perhaps, rather less characteristic of the present day.“

Ab 1949 war er Professor an der Bath Academy of Arts. Im 1958 kehrte er nach Polen zurück und lebte fortan in Posen. Nach seiner Rückkehr nach Polen lehrte er an den Kunstakademien in Danzig und Posen. Im Jahr 1959 war er Teilnehmer der documenta 2 in Kassel. Im Jahr 1960 vertrat er Polen auf der Biennale von Venedig, wo er mit dem Biennale-Preis ausgezeichnet wurde.
Die polnischen Nationalmuseen in Breslau, Danzig, Krakau, Posen, Stettin und Warschau besitzen Werke des Künstlers.